# شهرستان موژگینسکی
شهرستان موژگینسکی (به لاتین: Mozhginsky District) یک شهرستان در روسیه است که در اودمورتیا واقع شده‌است.